# Catarina Macario
Catarina Macario (São Luís, 4 de outubro de 1999) é uma futebolista americana nascida no Brasil que atua como atacante pelo Chelsea.
Em janeiro de 2019, Macario foi eleita pelo segundo ano consecutivo a melhor jogadora universitária dos EUA (Hermann Trophy), entrando para a história por ser a quinta mulher a atingir tal feito, acompanhada de Morgan Brian (2013-14), Christine Sinclair (2004-05), Cindy Parlow (1997-98) e Mia Hamm (1992-93).

## Vida e careira

### Início da vida
Macario nasceu em São Luís, Maranhão, filha de Ana Maria Cantanhede e José Melônio Macário. Ainda jovem, sua família se mudou para Brasília. Ela seguia o irmão que treinava futebol, e logo cedo começou a jogar futsal e futebol de campo com meninos. Vista como uma promessa do futebol brasileiro, Catarina Macario passou pelas academias de Flamengo, Cruzeiro e Santos. Aos 12 anos, depois de sofrer com muitos preconceitos por praticar futebol, ela foi proibida de jogar nas categorias masculinas, e os pais de Catarina perceberam que não haveria oportunidades para sua filha na modalidade no pais. Em 2011, sem falar uma palavra de inglês, Macario se mudou com seu pai e irmão para San Diego, a fim de perseguir seu sonho de se tornar uma jogadora de futebol. Sua mãe, que é médica, ficou no Brasil por um tempo para dar suporte financeiro para a família. Ainda no juvenil, ela jogou nas categorias de base do San Diego Surf e do Torrey Pines Falcons.

### Universidade
Em 1 de fevereiro de 2017, Macario se comprometeu a jogar pela Universidade Stanford (pertencente a Ivy League e sendo a segunda melhor universidade do mundo, segundo o QS Ranking) e estudar Comunicação. Em 2017, em seu primeiro ano na universidade, em 25 jogos ela marcou 17 gols e deu 16 assistências. Em 2018, em seu segundo ano, Macario marcou 14 gols e deu 8 assistências em 19 partidas disputadas. Em 11 de dezembro de 2018, ela recebeu o prêmio "TopDrawerSoccer.com National Player of the Year Award". Em 4 de janeiro de 2018, Macario recebeu o "Hermann Trophy", que é dado aos melhores jogadores de futebol universitário dos Estados Unidos. Ela se tornou assim, a primeira brasileira a receber o "Hermann Trophy" e o "TopDrawerSoccer.com National Player of the Year Award". Ela se formou em Stanford com bacharelado em comunicação e um minor em psicologia.

### Profissional
Em 8 de janeiro de 2021, Macario anunciou que deixaria a Universidade Stanford em seu último ano de graduação para seguir carreira profissional. Em 12 de janeiro, o Lyon anunciou a contratação da atleta por 2 anos e meio. Com o time francês, ela venceu a Champions League de 2021-2022, inclusive marcando um dos gols na vitória por 3 a1 diante do Barcelona na final. Em junho de 2022, a atleta rompeu o ligamento anterior cruzado do joelho esquerdo na última partida do Campeonato Francês, o que a fez ficar mais de um ano sem jogar.
Aos 23 anos de idade, Catarina Macario assinou um contrato de três anos com o Chelsea em junho de 2023. Um dos destaques do elenco, ela ajudou a equipe a vencer o quinto e o sexto títulos consecutivos da Liga Inglesa feminina.

### Internacional
Macario é elegível para jogar internacionalmente pelo Brasil e pelos Estados Unidos e em 8 de outubro de 2020 recebeu a cidadania americana. Mais cedo, no mesmo dia, Macario foi convocada pela primeira vez para a seleção feminina principal dos Estados Unidos. A atleta já havia representado a equipe em diversas seleções juniores e já havia dito, em várias entrevistas, que pretendia representar a Seleção Americana, recusando diversas tentativas de aproximação por parte da CBF. Em 13 de janeiro de 2021, a Federação de Futebol dos Estados Unidos anunciou que Macario havia recebido autorização da FIFA para representar os Estados Unidos em nível internacional.
Em 18 de janeiro de 2021, Macario estreou pela seleção norte-americana, entrando com gol no início do segundo tempo em um amistoso contra a Colômbia, se tornando, assim, a primeira futebolista naturalizada a jogar pela seleção principal dos Estados Unidos. No mesmo ano, ela fez parte da equipe que ganhou a medalha de bronze nos Jogos Olímpicos de Tóquio. Por conta da lesão no joelho que sofreu com o Lyon, Macario não conseguiu participar da Copa do Mundo feminina de 2023 e foi cortada do time dos EUA que foi para as Olimpíadas de Paris 2024. Em amistoso realizado no dia 9 de abril de 2025, a atacante marcou o único gol da seleção norte-americana na derrota contra a seleção do seu país de origem, o Brasil.

## Declaração
Embora tenha sido comparada com a brasileira Marta diversas vezes, a jogadora favorita de Macario é a ex-atacante americana Mia Hamm.

## Honras
- ESPNW Player of the Year: 2017, 2018
- Hermann Trophy: 2018, 2019
- CoSIDA Academic All-District 8 first team: 2018
- TopDrawerSoccer.com Freshman of the Year: 2017
- TopDrawerSoccer.com Player of the Year: 2018, 2019
- United Soccer Coaches First-Team All-America: 2017, 2018
- Pac-12 Offensive Player of the Year: 2017, 2018
- Pac-12 Freshman of the Year: 2017

## Estatísticas

### Universidade
- Atualizado até December 8, 2019[30]

| Universidade      | Temporada  | Temporada Regular da NCAA | Temporada Regular da NCAA | Temporada Regular da NCAA | Torneio da NCAA | Torneio da NCAA | Outro | Outro | Total | Total |
| Universidade      | Temporada  | Division                  | Apps                      | Gols                      | Apps            | Gols            | Apps  | Gols  | Apps  | Gols  |
| ----------------- | ---------- | ------------------------- | ------------------------- | ------------------------- | --------------- | --------------- | ----- | ----- | ----- | ----- |
| Stanford Cardinal | 2017       | Div. I                    | 18                        | 11                        | 6               | 3               | 0     | 0     | 24    | 17    |
| Stanford Cardinal | 2018       | Div. I                    | 14                        | 12                        | 5               | 2               | 0     | 0     | 19    | 14    |
| Stanford Cardinal | 2019       | Div. I                    | 19                        | 23                        | 6               | 9               | 0     | 0     | 25    | 32    |
| Stanford Cardinal | NCAA Total | NCAA Total                | 51                        | 46                        | 17              | 14              | 0     | 0     | 68    | 63    |

| Clube        | Temporada    | Liga                | Liga | Liga  | Copa | Copa  | Continental | Continental | Total | Total |
| Clube        | Temporada    | Division            | Apps | Goals | Apps | Goals | Apps        | Goals       | Apps  | Goals |
| ------------ | ------------ | ------------------- | ---- | ----- | ---- | ----- | ----------- | ----------- | ----- | ----- |
| Lyon         | 2020–21      | Division 1 Féminine | 7    | 5     | 0    | 0     | 4           | 1           | 11    | 6     |
| Lyon         | 2021–22      | Division 1 Féminine | 20   | 14    | 2    | 0     | 13          | 9           | 35    | 23    |
| Lyon         | Total        | Total               | 27   | 19    | 2    | 0     | 17          | 10          | 46    | 29    |
| Chelsea      | 2023–24      | FA WSL              | 8    | 1     | 3    | 1     | 4           | 0           | 15    | 2     |
| Chelsea      | 2024–25      | FA WSL              | 18   | 6     | 7    | 2     | 7           | 3           | 32    | 11    |
| Chelsea      | Total        | Total               | 26   | 7     | 10   | 3     | 11          | 3           | 47    | 13    |
| Career total | Career total | Career total        | 53   | 26    | 12   | 3     | 28          | 13          | 93    | 42    |

1. ↑   Inclui Women's FA Cup, FA Women's League Cup
2. ↑  Inclui UEFA Women's Champions League

### Internacional
- Atualizado até match played June 3, 2025

| National team  | Year  | Apps | Goals |
| -------------- | ----- | ---- | ----- |
| Estados Unidos | 2021  | 12   | 3     |
| Estados Unidos | 2022  | 5    | 5     |
| Estados Unidos | 2023  | 0    | 0     |
| Estados Unidos | 2024  | 2    | 0     |
| Estados Unidos | 2025  | 6    | 3     |
| Total          | Total | 25   | 11    |